# Arisó
Arisó fou una marca catalana de balances, bàscules i caixes fortes, fabricades per l'empresa E. Arisó i Cia SA al carrer de Sants, 12 de Barcelona. Esdevingué una de les empreses familiars més importants de l'estat espanyol, sobrevisquent durant tres generacions.

## Història
El 1860, Antoni Arisó i Milà, jove ferrer de Gràcia, després d'adquirir experiència forjant llits i construint bàscules, fundà un taller quan només tenia 21 anys. Fou succeït pel seus quatre fills sota el nom social Fills d'A. Arisó. Josep Arisó i Riqué era el cap de producció, i també fou un cèlebre velocipedista que participà en diversos espectacles a reu del món, principalment al circ eqüestre de Barcelona. Gabriel Arisó i Riqué es trobava al departament comercial i l'Enric Arisó i Riqué n'era el comptable.
Després de la mort del fundador el 1906, els fills van experimentar certes tensions entre elles per decidir el rumb de l'empresa. En va resultar l'escissió en tres societats diferents, una per a cada germà. Antoni Arisó i Vidal, fill de Josep Arisó i Riqué, fundà Básculas Antonio Arisó SA, especialitzant en bàscules de gran pesatge per a camions.
L'any 1923, van presentar a la fira de mostres un model de caixa forta incombustible amb doble cambra d'aire i refractari massís, amb clau «Triunf» d'acer estampat i tancament per doble control de màxima seguretat, que permetia tancar a voluntat, sense clau, mitjançant una combinació. Segons les opinions tècniques, era la caixa forta que oferia màxima seguretat de l'estat i possiblement a l'àmbit mundial.
El juny del 1929, el ministre de marina Mateo García de los Reyes va visitar l'estand de la casa Arisó a l'Exposició Internaciona, on va inspeccionar diversos models d'èxit, com la cambra cuirassada que subministraven a la companyia MZA i també a la Banca Llorens de Lleida. També s'hi mostraven dues maquetes de bàscules-pont per a autocamions i l'altre per a pesar vagons a via lliure amb millores patentades.
Als anys 1940, Gabriel Arisó i Riqué constituí Arisó Moix SA amb una delegació comercial a la Rambla de Catalunya, 49 i creà les marques SAA i Regia. Portaren la producció a la fàbrica original al carrer de Muntadas, 26 . Enric Arisó i Riqué, el germà més petit, va constituir la societat E. Arisó i Cia SA i es queda amb la marca Arisó i també amb el despatx original al carrer de Sants, 12. Tingué tres fills: el gran, Ramon, morí el 1938 al Pinell de Brai durant la Guerra Civil Espanyola, i els altres dos, Josep i Marià, van prendre el control de l'empresa. Durant aquest període, sorgí la marca Arbe, acrònim de Arisó i Bertran, fruit d'una associació per a millorar la competitivitat.
L'any 1983, l'empresa va fer suspensió de pagaments en no poder fer front als seus deutes per la falta de crèdit. Llavors donava feina a uns 156 treballadors. Comptava amb delegacions en deu províncies espanyoles i un 17% de la seva facturació eren exportacions.

## Productes
Es dedicaren a produir balances, bàscules i caixes fortes. Pel que fa a les bàscules i balances tots els models s'anomenaven amb la lletra A i un número, per exemple el model A-33:
- Balança Canastrón harinera, de taula, grua portàtil, de comparació i compta peces.
- Bàscules Chacinera portàtil, per a bestiar, metàl·lica sobre rodes, pont per pesa autocamions tractors i carros de cavalls, automàtica colgantes, automàtica de mostrador, automàtica amb rodes, metàl·lica empotrable. diversos pesatges.

S'anomenaven els models caixes de cabals segons a quin propòsit anava dirigit. Durant la segona generació trobem els següents models: Excelsior, President, Ideal, Paris, Hotel, Banca. Durant la tercera generació hi havia un ventall de models fix, que permetia adaptar-la a les especificacions del client. La nomenclatura dels models era semblant a la de les bàscules, per exemple el model A - 82 Armari Comercial.

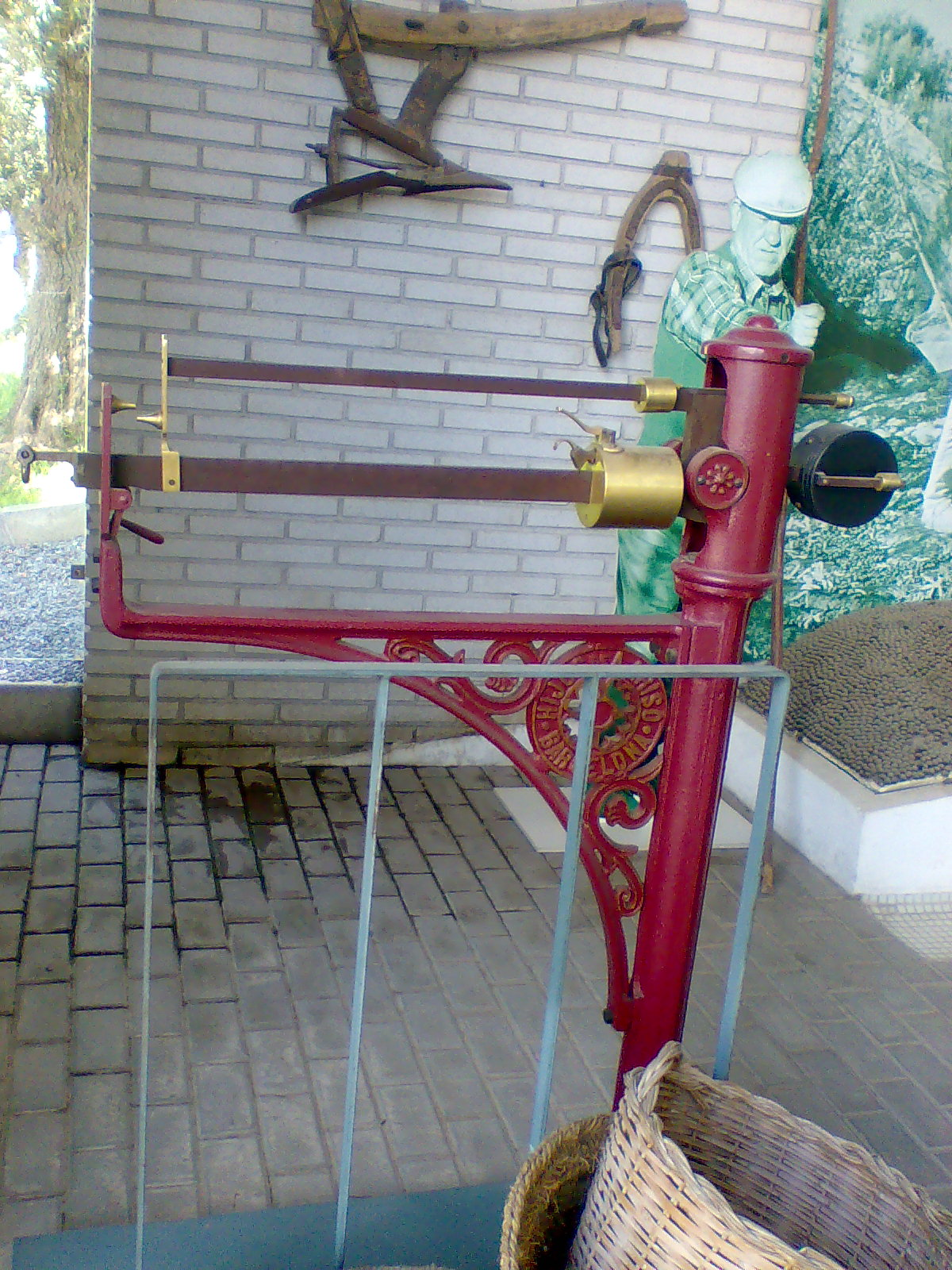
Báscula Fills d'A. Arisó

## Llocs emblemàtics
Actualment, es poden trobar algunes bàscules de la família Arisó a Barcelona.

### Mercat de la Boqueria
A l'edifici d'oficines del Mercat de la Boqueria, al final del passadís central, hi ha una bàscula, anomenada Bagués per la seva ubicació original a la joieria Bagués (posteriorment El Regulador). Fabricada el 30 de novembre de 1948 amb número de patent 137354 per Arisó Moix SA, es tracta d'un model industrial de ferro de color vermell que mesura 1,70 m d'alçada i mig d'amplada. Té una capacitat de psedatge fins a 100 kg i un dels seus elements més característics és un ganxo que permet penjar la roba o les bosses que porta l'usuari, garantint així una major fiabilitat en la pesada. La bàscula també es va utilitzar per pesar les bosses d'aliments comprades a la Boqueria i així poder comparar el que deien les bàscules dels venedors.
El 2009, amb la reconversió de la joieria Bagués en hotel, i conscients del valor patrimonial i sentimental de la bàscula, la família Oliveras Bagués va cedir-la a l'Associació de Comerciants del Mercat de la Boqueria, i l'alcalde Jordi Hereu la va inaugurar a la seva darrera localització. Està catalogada com a petit paisatge de Barcelona.

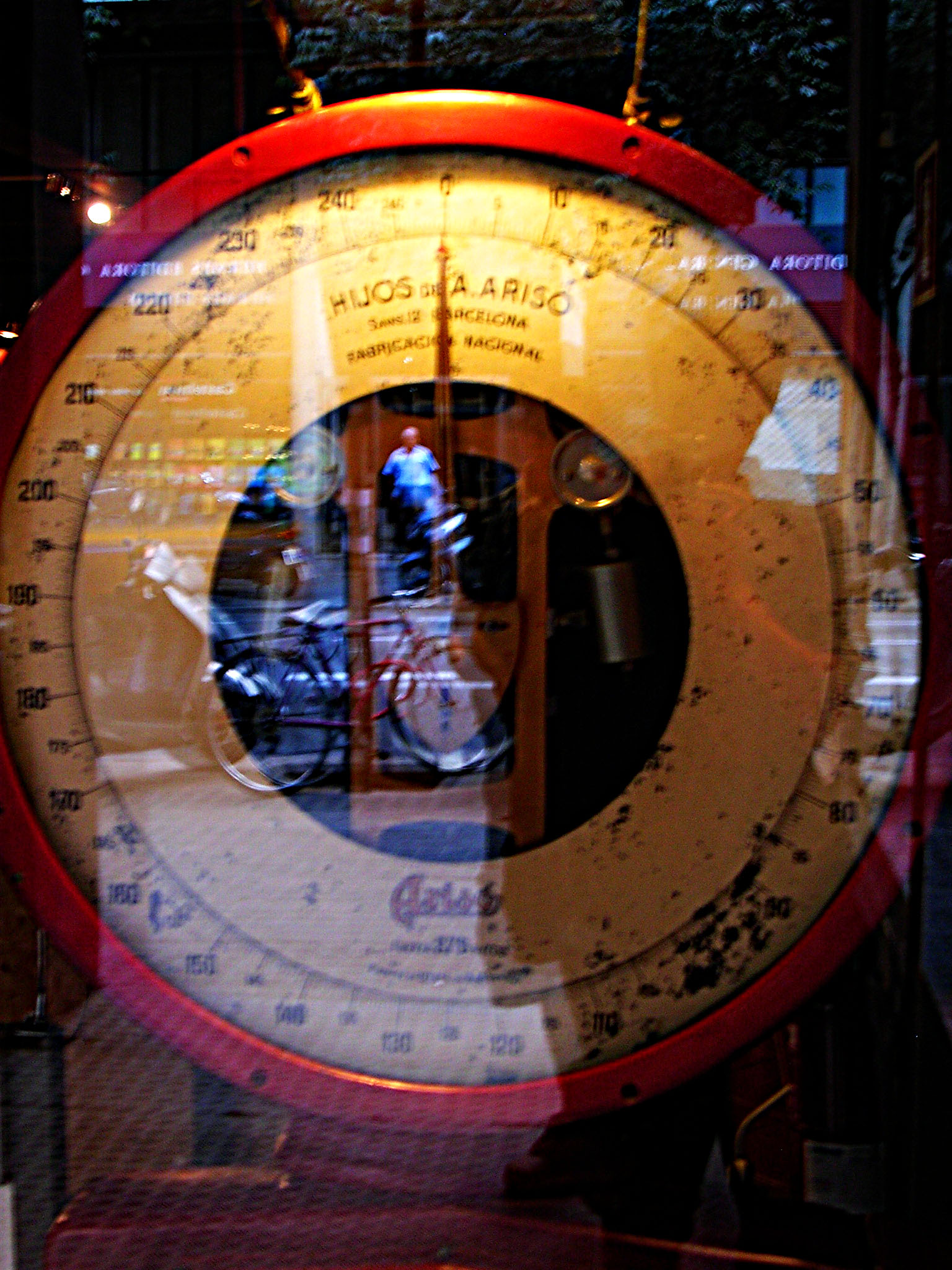
Bàscula Arisó a Vinçon

### Vinçon
Hi havia un model on hom podia pesar-se de franc a la botiga Vinçon del carrer de Pau Claris, 175. Es tracta d'una bàscula de ferro de color vermell de la marca Arisó fabricada per Fills d'Arisó. Té una capacitat de pesatge d'un fins a 250 kg.